# メシトール
メシトール（英: Mesitol）は、化学式C9H12Oの有機化合物である。メシチレン（1,3,5-トリメチルベンゼン）にヒドロキシ基が1つ結合した構造である。フェノールに3つのメチル基が結合していることから、2,4,6-トリメチルフェノールとも称する。

## 製造
メシトールは、メシチレンにペルオキソ一リン酸を反応させることにより得られる。

## 用途
木材処理剤として使用される。